# Kobyla Góra (gemeente)
De gemeente Kobyla Góra is een landgemeente in het Poolse woiwodschap Groot-Polen, in powiat Ostrzeszowski.
De zetel van de gemeente is in Kobyla Góra.
Op 30 juni 2004 telde de gemeente 5761 inwoners.

## Oppervlakte gegevens
In 2002 bedroeg de totale oppervlakte van gemeente Kobyla Góra 128,95 km², waarvan:
- agrarisch gebied: 49%
- bossen: 43%

De gemeente beslaat 16,7% van de totale oppervlakte van de powiat.

## Demografie
Stand op 30 juni 2004:
| Omschrijving                   | Totaal | Totaal | Vrouwen | Vrouwen | Mannen | Mannen |
| ------------------------------ | ------ | ------ | ------- | ------- | ------ | ------ |
| eenheid                        | aantal | %      | aantal  | %       | aantal | %      |
| inwoners                       | 5761   | 100    | 2809    | 48,8    | 2952   | 51,2   |
| bevolkingsdichtheid (inw./km²) | 44,7   | 44,7   | 21,8    | 21,8    | 22,9   | 22,9   |

In 2002 bedroeg het gemiddelde inkomen per inwoner 1585,58 zł.

## Administratieve plaatsen (sołectwo)
Bałdowice, Bierzów, Ignaców, Kobyla Góra, Kuźnica Myślniewska, Ligota, Marcinki, Mąkoszyce, Mostki, Myślniew, Parzynów, Pisarzowice, Rybin, Zmyślona Ligocka.

## Aangrenzende gemeenten
Bralin, Kępno, Międzybórz, Ostrzeszów, Perzów, Sośnie, Syców